# جين تابيا
جين تابيا (بالإنجليزية: Gene Tapia)‏ هو سائق سباق أمريكي، ولد في 16 مارس 1925 في موبيل في الولايات المتحدة، وتوفي في 12 أبريل 2005.